# Niels-Christian Holmstrøm
Niels-Christian Holmstrøm (Copenaghen, 23 febbraio 1947) è un ex calciatore e allenatore di calcio danese, di ruolo attaccante.

## Palmarès

### Giocatore

#### Club

##### Competizioni nazionali
- Campionato danese: 2

KB: 1968, 1974
- Coppa di Danimarca: 1

KB: 1969

##### Competizioni internazionali
- Coppa Piano Karl Rappan: 1

KB: 1967

#### Individuale
- Capocannoniere del campionato danese: 2

1968 (23 reti), 1974 (24 reti)
- Calciatore danese dell'anno: 1

1974